# Мераб Костава
Мераб Костава (на грузински: მერაბ კოსტავა) е грузински общественик, музикант и поет.
Роден е на 26 май 1939 година в Тбилиси. В училище се запознава със Звиад Гамсахурдия, като двамата остават близки и работят заедно до смъртта на Костава. След Тбилиските събития от 1956 година са арестувани от Държавна сигурност за антисъветска дейност. След освобождаването си през 1958 година Костава учи в Тбилиската консерватория, която завършва през 1962 година, след което е учител по музика. През 70-те години, заедно с Гамсахурдия, участва в различни правозащитни групи и през 1977 година отново е арестуван. За разлика от Гамсахурдия, който публично се отрича от дейността си, Костава остава в затвора до 1987 година. След освобождаването си отново е сред водещите фигури на грузинското национално движение, един от организаторите е на смазаните от съветската армия демонстрации на 9 април 1989 година.
Мераб Костава загива в автомобилна катастрофа на 13 октомври 1989 година край Борити.